# Saison 2015 des Blue Jays de Toronto
La saison 2015 des Blue Jays de Toronto est la 39e saison en Ligue majeure de baseball pour cette franchise. 
Les Blue Jays mettent fin à la plus longue séquence active (22 années) sans participation aux séries éliminatoires en se qualifiant pour la première fois depuis 1993. Ils remportent du même coup leur premier titre de la division Est de la Ligue américaine en 22 ans grâce à 93 victoires contre 69 défaites, 10 succès de plus qu'en 2014 et leur meilleure performance depuis 1993. Après l'acquisition avant la date limite des échanges du lanceur étoile David Price et de l'arrêt-court Troy Tulowitzki, les Blue Jays distancent les Yankees de New York et les devancent par 6 victoires. Toronto domine largement les majeures avec 891 points marqués. Menés par les 41 de Josh Donaldson, les 40 de José Bautista et les 39 d'Edwin Encarnación, ils sont également premiers des majeures avec un total de 232 coups de circuit. Au terme de sa première saison à Toronto, Josh Donaldson est élu joueur par excellence de la Ligue américaine.
Les Blue Jays gagnent leur première série éliminatoire depuis 1993 en revenant de l'arrière pour éliminer les Rangers du Texas en Série de divisions, puis s'inclinent en Série de championnat de la Ligue américaine devant Kansas City.

## Contexte
En 2014, les Blue Jays remportent 9 matchs de plus qu'en 2013 et réalisent leur première saison gagnante depuis 2010. Mais ceci n'empêche pas leur glissade au classement : les Jays, qui mènent leur division du 21 mai au 3 juillet, terminent au 3e rang de la section Est de la Ligue américaine avec 83 victoires et 79 défaites, à 13 matchs des meneurs et 5 parties d'une place en séries éliminatoires. La qualification des Royals de Kansas City pour les matchs d'après-saison fait des Blue Jays la franchise traversant la plus longue séquence active de saisons sans jouer en éliminatoires, leur dernière présence datant de leur triomphe en Série mondiale 1993.

## Intersaison
Toronto attire le 18 novembre 2014 le receveur Russell Martin qui, devenu agent libre après deux saisons chez les Pirates de Pittsburgh, accepte les 82 millions de dollars pour 5 ans offerts par les Blue Jays. Dix jours plus tard, une transaction avec les A's d'Oakland permet aux Jays d'acquérir un autre joueur étoile, le troisième but Josh Donaldson. Pour ses services, Toronto transfère à Oakland son troisième but Brett Lawrie  et trois joueurs d'avenir, l'arrêt-court Franklin Barreto, le lanceur droitier Kendall Graveman et le lanceur gaucher Sean Nolin
.
Adam Lind, un joueur de premier but des Blue Jays depuis ses débuts en 2006, est cédé aux Brewers de Milwaukee le 1er novembre 2014 en retour du lanceur droitier Marco Estrada. Le 3 décembre 2014, Toronto met sous contrat pour un an Justin Smoak, l'ancien premier but des Mariners de Seattle, et le même jour obtient de ces mêmes Mariners le voltigeur Michael Saunders, obtenu en échange du lanceur partant gaucher J. A. Happ. Le 13 novembre, le voltigeur Anthony Gose est transféré aux Tigers de Détroit contre un joueur de deuxième but d'avenir, Devon Travis.
Le 26 février 2015, les Blue Jays accordent un contrat des ligues mineures au lanceur gaucher Johan Santana, ancien joueur étoile qui, blessé, n'a pas joué depuis la saison 2012.
Après deux saisons à Toronto, le voltigeur Melky Cabrera, devenu agent libre, rejoint les White Sox de Chicago.

## Calendrier pré-saison
L'entraînement de printemps 2015 des Blue Jays se déroule du 3 mars au 4 avril.
Le 10 mars au camp printanier des Blue Jays en Floride, le jeune lanceur droitier Marcus Stroman se blesse au ligament croisé antérieur du genou gauche lors d'un entraînement en défensive pour les lanceurs. La blessure lui fait rater toute la saison 2015.

## Saison régulière
La saison régulière de 162 matchs des Blue Jays débute le 6 avril par une visite aux Yankees de New York et se termine le 4 octobre suivant. Le match d'ouverture local au Centre Rogers de Toronto est joué le 13 avril contre les Rays de Tampa Bay.

### Classement
| Ligue américaine division Est | V  | D  | %    | Diff. | Diff. (séries) |
| ----------------------------- | -- | -- | ---- | ----- | -------------- |
| Blue Jays de Toronto          | 93 | 69 | ,574 | -     | -              |
| Yankees de New York           | 87 | 75 | ,537 | 6     | +1             |
| Orioles de Baltimore          | 81 | 81 | ,500 | 12    | 5              |
| Rays de Tampa Bay             | 80 | 82 | ,494 | 13    | 6              |
| Red Sox de Boston             | 78 | 84 | ,481 | 15    | 8              |

### Mai
- 4 mai : Devon Travis des Blue Jays est élu meilleure recrue du mois d'avril dans la Ligue américaine[24].

### Juin
- 2 au 14 juin : Les Blue Jays égalent leur record de franchise[25] avec 11 victoires consécutives[26].

### Juillet
- 28 juillet : Les Blue Jays font l'acquisition de l'arrêt-court étoile Troy Tulowitzki et du vétéran releveur droitier LaTroy Hawkins, en cédant aux Rockies du Colorado l'arrêt-court José Reyes, le releveur droitier Miguel Castro et les lanceurs droitiers des ligues mineures Jeff Hoffman et Jesus Tinoco[4].
- 30 juillet : Les Blue Jays font l'acquisition du lanceur gaucher étoile David Price des Tigers de Détroit, en échange des lanceurs gauchers Daniel Norris, Jairo Labourt et Matt Boyd[27].

### Août

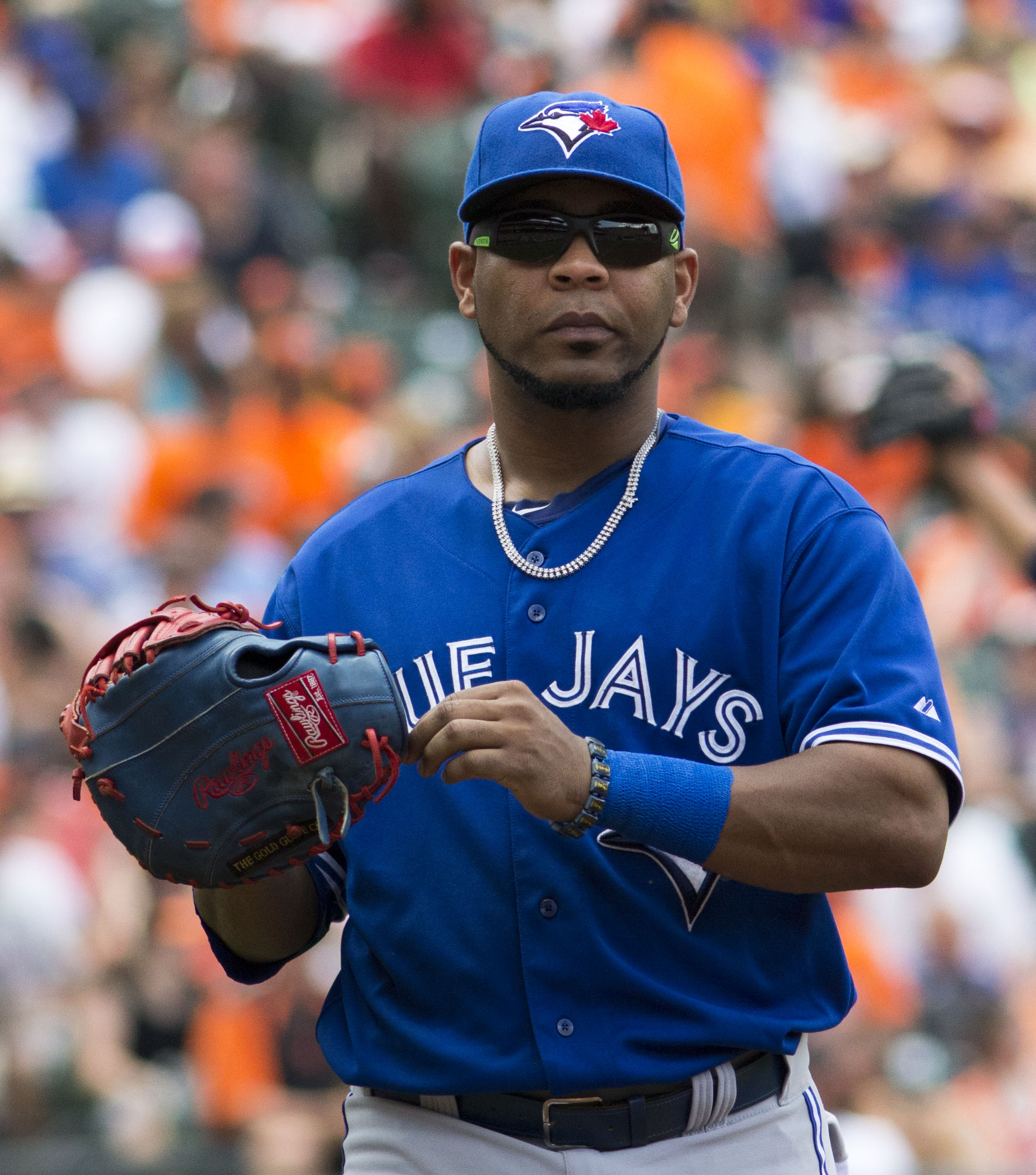
Edwin Encarnación.

- 2 au 13 août : Les Blue Jays égalent à nouveau leur record de franchise avec une 11e victoire de suite et deviennent la première équipe depuis les Indians de Cleveland de 1954 avec deux séquences de 11 gains consécutifs dans une même saison[28].
- 29 août : Dans un match de 3 circuits et 9 points produits[29], Edwin Encarnación frappe son 3e grand chelem de la saison 2015, égalant le record de franchise des Blue Jays établi par Carlos Delgado en 1997 et Darrin Fletcher en 2000 pour le plus grand nombre en une année[30].
- 31 août : À la fin d'août, Edwin Encarnación et Josh Donaldson des Blue Jays sont la première paire de coéquipiers depuis Babe Ruth et Lou Gehrig des Yankees de New York en juillet 1931 à avoir au moins 10 circuits et 35 points produits en un seul mois[31].

### Septembre
- 2 septembre : Edwin Encarnación des Blue Jays est le meilleur joueur du mois d'août 2015 dans la Ligue américaine[31].
- 21 juillet au 17 septembre[32],[33] : Edwin Encarnación atteint les buts dans 44 matchs de suite, battant le précédent record de franchise de 38 établi par Carlos Delgado en 1998[34].
- 25 septembre : Les Blue Jays mettent fin à la plus longue séquence active d'années (22) sans participation aux séries éliminatoires en se qualifiant pour la première fois depuis 1993[1].
- 30 septembre : La victoire de Toronto sur les Orioles dans le premier match d'un programme double à Baltimore procure aux Blue Jays le titre de la division Est de la Ligue américaine pour la première fois depuis 1993[35].

## Affiliations en ligues mineures
| Niveau            | Équipe                       | Ligue                   |
| ----------------- | ---------------------------- | ----------------------- |
| AAA               | Bisons de Buffalo            | Pacific Coast League    |
| AA                | Fisher Cats de New Hampshire | Eastern League          |
| A-Advanced        | Blue Jays de Dunedin         | Florida State League    |
| A                 | Lugnuts de Lansing           | Midwest League          |
| A (saison courte) | Canadiens de Vancouver       | Northwest League        |
| Ligue des recrues | Blue Jays de Bluefield       | Appalachian League      |
| Ligue des recrues | GCL Blue Jays                | Gulf Coast League       |
| Ligue des recrues | DSL Blue Jays                | Dominican Summer League |